# Rayo de Hierro
Rayo de Hierro (en hebreo: קרן ברזל‎ Keren Barzel), también llamado Escudo de Luz (en hebreo: מגן אור‎) e internacionalmente conocido por su nombre en inglés Iron Beam, es un sistema de defensa antiaérea de energía dirigida basada en láser, desarrollado a partir de 2008 por el fabricante israelí Rafael Advanced Defense Systems, en colaboración con Elbit Systems, siendo revelado en el Singapore Airshow de 2014.
El sistema, considerado actualmente (2018) el más avanzado de su categoría, está basado en años de investigación y desarrollo en el campo de los láseres de estado sólido. Ha sido diseñado para destruir misiles de corto alcance, proyectiles de artillería y proyectiles de mortero a una altura máxima de 7 kilómetros, además de proporcionar un mayor nivel de defensa contra vehículos aéreos no tripulados y planeadores usados para penetrar en espacio aéreo israelí. En la actualidad, Rayo de Hierro forma parte del concepto de defensa aérea y antimisiles de múltiples capas de Israel (Multi-Layered Air and Missile Defense), aunque el sistema puede servir también como una solución independiente cuando la situación lo requiere o en el caso de otros usuarios u operadores (países destinatarios).

## Antecedentes
Israel fue de los primeros países en invertir en la investigación y desarrollo (I+D) de tecnologías de energía dirigida con fines militares. Ya en los años 1980, fue el primer país en desarrollar un concepto de arma láser para aviones de combate, como parte del diseño de su entonces futurístico caza, el IAI Lavi. El proyecto, sin embargo, fue abandonado por presión estadounidense durante de la fase de pruebas con los prototipos fabricados.
El salto cualitativo que dio Israel en este campo tuvo lugar la década siguiente, con el desarrollo conjunto con Estados Unidos del sistema Nautilus. Para el país hebreo, los objetivos del Nautilus debían ser los cohetes del tipo Katiusha, de fabricación soviética, disparados desde Líbano, y los misiles Scud-B iraquíes (también de fabricación soviética), que seguían siendo considerados una amenaza pocos años después del fin de la guerra del Golfo. De hecho, entre 2000 y 2001, el Nautilius logró interceptar y destruir 28 cohetes Katiusha y cinco proyectiles de artillería.
Durante muchos años, sin embargo, la inclusión de un sistema láser como parte del escudo antimisiles israelí tenía tanto defensores como detractores, estos últimos por no considerar la tecnología lo suficientemente madura como para formar parte de la «defensa hermética» del país. Israel considera el control de su espacio aéreo, y sobre todo la defensa antimisiles, un elemento estratégico de importancia existencial. Sistemas como el Nautilus o el más moderno turco ALKA, basados en láser químico, pese a sus logros puntuales en la interceptación de objetivos, tienen limitaciones de alcance y potencia (sobre todo mantener la potencia a partir de ciertas distancias). En 2019, se publicó que el ALKA había derribado un dron libio de fabricación china con una potencia de disparo de 50 kilovatios (kW), considerada insuficiente por los israelíes para algunas amenazas a las que se enfrenta el país hebreo.
Israel redujo su inversión en el Nautilus a partir de 2006, buscando centrarse en una tecnología más potente si se quería incluir un interceptor láser como solución permanente dentro de su estrategia de defensa aérea. Se requería un sistema que pudiera generar una potencia superior a los 100 kW para mantener un foco de calor intenso a una distancia de varios kilómetros, obviando las condiciones meteorológicas.

## Desarrollo
La tecnología fue desarrollada en un principio para ser utilizada en el escudo antimisiles original (de tres capas de defensa); no obstante, se optó en su momento por un sistema de misiles antiaéreos también para las amenazas a bajas alturas, sobre todo debido a los problemas que se podrían producir en la intercepción de objetivos en condiciones atmosféricas desafiantes.
El desarrollo del láser requirió cinco años de intensivas actividades I+D, llevadas a cabo por una quincena de ingenieros y científicos de la división de física aplicada de Rafael. Para que la tecnología fuera considerada «eficiente», se requería alcanzar el umbral de 90 % de objetivos interceptados. Este objetivo fue alcanzado en abril de 2014, habiendo además aprobado el estudio de factibilidad, dando paso al inicio de la siguiente fase, a saber, el desarrollo y fabricación del prototipo del conjunto del sistema. Según afirmó el director general de Rafael, el láser había alcanzado en los simulacros elevados porcentajes de interceptación (en sus palabras, «los objetivos caían como moscas»).
No obstante, a principios de 2016, el Ministerio de Defensa de Israel, quien había de financiar el proyecto, aún no se había pronunciado sobre la identidad del futuro fabricante del sistema. Solo en mayo de ese año se eligió a Rafael, quien había desarrollado la tecnología y disponía de planes para el aumento del alcance de los rayos y la eliminación de obstáculos, con el apoyo de Elbit Systems y la Administración para la Investigación y Desarrollo de Armas y Medios Tecnológicos (MAPAT), que desarrollarían ciertos elementos del sistema.
En diciembre de 2018, el entonces director de MAPAT, Isaac Ben Israel (actual director de la Agencia Espacial de Israel y presidente del Consejo Nacional de Investigación y Desarrollo) declaró que las Fuerzas Armadas israelíes podrían contar con el sistema a partir de un año desde la formalización del contrato si se contaba con el presupuesto adecuado. Según Ben Israel, se habían alcanzado logros científicos en la investigación en láser en estado sólido, cuyo aspecto más revolucionario fue la posibilidad de generar y mantener la potencia ({\displaystyle P}) requerida para producir el calor suficiente que provocase la explosión del objetivo a estas alturas bajo condiciones variables. De este modo, se habrían superado los problemas observados en láseres militares modernos como el Peresvet, el láser militar más reciente de Rusia (desplegado a partir de 2019).
A principios de 2020, el Ministerio de Defensa reveló los resultados del trabajo, considerado pionero, realizado con los láseres de alta potencia (100 kW - 150 kW). Hacia finales del mismo año, varios medios de comunicación publicaron que el sistema había sido desplegado durante el mes de agosto en la frontera con la Franja de Gaza, habiéndolo confundido con otro sistema láser israelí, Sable de Luz, destinado a destruir los globos incendiarios enviados desde la Franja (un método de ataque sencillo y muy común ese año). De hecho, por aquel entonces, el grueso del sistema aún no había sido financiado por el Ministerio de Defensa, motivo por el cual tampoco fue usado durante la operación Guardián de las Murallas.
A principios de 2022, el primer ministro israelí Naftalí Bennett informó que Rayo de Hierro solo sería operativo al cabo de un año, siendo desplegado primero en el frente sur del país y más tarde en los demás frentes, un proceso que, a lo sumo, podría tardar varios años. En marzo de este año, el ministro de Defensa Benny Gantz anunció la firma del acuerdo de financiación por parte del Gobierno israelí del sistema propuesto por Rafael, con elementos desarrollados por Elbit Systems. A diferencia de antaño, dado que se haya logrado ya una tecnología que cumple con los requisitos y expectativas de los expertos israelíes, el plan de defensa actual cuenta con Rayo de Hierro como componente imprescindible del escudo multicapas (junto al Arrow 4, actualmente en desarrollo, que completaría el escudo al cierre de la década).  Su propósito principal sería dar cobertura contra los cohetes de fabricación casera que se lanzan de desde la Franja de Gaza, como también los cohetes y misiles de corto alcance lanzados por Hezbolá durante los conflictos armados en el norte del país (cada vez más modernos, de fabricación rusa o iraní).

## Características

### Generales
Las grandes ventajas que tienen las armas de energía dirigida sobre los sistemas de misiles son su bajo coste por intercepción (tanto coste de uso como gastos operacionales), un número teóricamente ilimitado de disparos (al no estar sujetos a la disponibilidad de munición y su calidad) y un número reducido de personal (al eliminarse necesidades relacionadas con el transporte, instalación y mantenimiento de la munición, entre otras). 
La velocidad de la generación de los rayos es casi inmediata, permitiendo que en caso de un fallo en la intercepción, se puedan «disparar» más rayos sucesivamente. En el caso de Rayo de Hierro, dado la alta proporción de aciertos del primer disparo (de dos rayos paralelos), estos refuerzos de rayos sucesivos podrían asegurar una intercepción definitiva del objetivo. Además, se reduce el alcance de posibles daños causados por los restos que se caen sobre zonas urbanas o instalaciones protegidas, al contar solo con restos del objetivo destruido y no del arma interceptora. También existe una ventaja acústica, ya que un rayo láser casi no emite sonido al dispararse. 

### Particulares
Rayo de Hierro utiliza un láser de fibra para interceptar y destruir objetivos en vuelo dentro de 4 a 5 segundos desde que son «disparados», una vez que la amenaza haya sido registrada por los sistemas de detección y vigilancia, y monitorizada por sistemas móviles (plataformas instaladas en vehículos a fin de contar con más flexibilidad). Está destinado a interceptar amenazas a bajas alturas, en las que el sistema Cúpula de Hierro es menos efectivo (según estimaciones, hasta 10 kilómetros de altura, aunque oficialmente —según declaraciones del fabricante en 2020— hasta 7 kilómetros). Estratégicamente, y dadas las reducidas dimensiones de Israel, el sistema está destinado a interceptar los objetivos principalmente sobre terreno enemigo, y en todo caso antes de penetrar en espacio aéreo israelí.
El sistema está basado en un avanzado láser de estado sólido —más concretamente, láser de fibra óptica—, de alta potencia, más barato y menos dañino para el medioambiente que un láser químico, usado en las armas de energía dirigida clásicas (aunque en plena transición de la industria militar a láseres de estado sólido). La intercepción del objetivo y su destrucción ocurren una vez que dos rayos de láser condensados disparados simultáneamente, contactan a la vez con el objetivo. El sistema engancha el objetivo por medio de un sensor térmico (a diferencia del método electroóptico elegido en sistemas como ALKA) y lo destruye en uno de dos modos: bien activando el explosivo del propio dispositivo interceptado (en caso de misiles y proyectiles) —resultado del calor intenso concentrado en este punto—, causando su explosión, o bien destruyendo elementos del objetivo que lo neutralizan (sobre todo en el caso de aeronaves, particularmente drones).
El coste de uso del sistema en combate es ca. 2000 dólares por cada intercepción, comparado con los entre 100 000 y 150 000 dólares por lanzamiento en el caso de los demás sistemas usados por Israel en su estructura de defensa antiaérea (en el caso del Arrow 3, tres millones de dólares por misil). Una batería de Rayo de Hierro es móvil y consta de un radar de defensa aérea, una unidad de mando y control (C2) y dos interceptores láser.
El sistema ofrecería tres versiones: una estática, desplegada en puntos estratégicos; una móvil, instalada en vehículos blindados de combate; y una (más futurística) aerotransportada, instalada en aeronaves para interceptar misiles por encima de la altura de las nubes. Dentro del sistema antiaéreo multicapas de Israel, Rayo de Hierro formaría la capa de defensa más baja, por debajo de los sistemas Cúpula de Hierro (contra misiles de corto alcance, incluidos los misiles balísticos tácticos), Honda de David (contra misiles balísticos de alcance intermedio y misiles de crucero) y los sistemas Arrow 2 y Arrow 3 (para la intercepción de misiles balísticos de alcance intermedio hasta largo, tanto en trayectoria suborbital como dentro de la atmósfera, incluidos los misiles intercontinentales).